# Valeriana comosa
Valeriana comosa är en kaprifolväxtart som beskrevs av B. Eriksen. Valeriana comosa ingår i släktet vänderötter, och familjen kaprifolväxter. Inga underarter finns listade i Catalogue of Life.